# Generaciones Pokémon
Generaciones Pokémon o Pokémon Generations (ポケモンジェネレーションズ Pokemon Jenerēshonzu?) es una serie de ONAs producidas por OLM y estrenadas en YouTube por The Pokémon Company. Similar a la serie de 2013, Pokémon Origins, la serie consiste de varias historias basadas e inspiradas por los videojuegos de Pokémon de Nintendo, contrario a la serie de televisión. La serie consiste de 18 episodios, lanzados en inglés y en español en YouTube desde el 16 de septiembre de 2016 hasta el 23 de diciembre de 2016. Los episodios en japonés también se han estrenado en Youtube.

## Lista de episodios
| N.º | Título                                                                            | Fecha de emisión original | Fecha de emisión japonés |
| --- | --------------------------------------------------------------------------------- | ------------------------- | ------------------------ |
| 1   | «Aventura» «Bouken» (冒険) España: «La Aventura»                                  | 16 de septiembre de 2016  | 9 de diciembre de 2016   |
| 2   | «Persecución» «Tsuiseki» (追跡) España: «La Persecución»                          | 16 de septiembre de 2016  | 9 de diciembre de 2016   |
| 3   | «Desafiador» «Chōsensha» (挑戦者) España: «El Aspirante»                          | 23 de septiembre de 2016  | 9 de diciembre de 2016   |
| 4   | «El Lago de la Ira» «Ikari no Mizūmi» (いかりの湖) España: «El Lago de la Furia»  | 30 de septiembre de 2016  | 9 de diciembre de 2016   |
| 5   | «Herencia» «Keishō» (継承) España: «El Legado»                                    | 7 de octubre de 2016      | 9 de diciembre de 2016   |
| 6   | «Reaparición» «Saisei» (再生) España: «El Resurgir»                               | 7 de octubre de 2016      | 9 de diciembre de 2016   |
| 7   | «Visión» «Bijon» (再生) España: «La Visión»                                       | 14 de octubre de 2016     | 16 de diciembre de 2016  |
| 8   | «Cueva Submarina» «Kaitei Dōkutsu» (海底洞窟) España: «La Caverna»                | 21 de octubre de 2016     | 16 de diciembre de 2016  |
| 9   | «Exclusiva» «Sukūpu» (スクープ) España: «La Exclusiva»                            | 28 de octubre de 2016     | 16 de diciembre de 2016  |
| 10  | «Casa Solariega del Bosque» «Mori no Yōkan» (森の洋館) España: «La Vieja Mansión» | 28 de octubre de 2016     | 22 de diciembre de 2016  |
| 11  | «Nuevo Mundo» «Atarashii Sekai» (新しい世界) España: «Un Nuevo Mundo»             | 4 de noviembre de 2016    | 22 de diciembre de 2016  |
| 12  | «Piedra del Volcán» «Kazan no Okishi» (火山のおき石) España: «La Piedra Magma»    | 11 de noviembre de 2016   | 22 de diciembre de 2016  |
| 13  | «Rebelión» «Hanran» (反乱) España: «El Alzamiento»                                | 18 de noviembre de 2016   | 26 de enero de 2016      |
| 14  | «Mundo Congelado» «Kogoeru Sekai» (凍える世界) España: «Mundo Gélido»             | 23 de noviembre de 2016   | 26 de enero de 2016      |
| 15  | «Retorno» «Kikan» (帰還) España: «El Regreso del Rey»                             | 2 de diciembre de 2016    | 26 de enero de 2016      |
| 16  | «Belleza Eterna» «Eien no Bi» (永遠の美) España: «La Belleza Eterna»              | 9 de diciembre de 2016    | 2 de febrero de 2016     |
| 17  | «Investigación» «Sōsa» (捜査) España: «La Investigación»                          | 16 de diciembre de 2016   | 2 de febrero de 2016     |
| 18  | «Expiación» «Aganai» (贖い) España: «La Redención»                                | 23 de diciembre de 2016   | 2 de febrero de 2016     |